# Special Night Squads
Vous lisez un « article de qualité » labellisé en 2011.

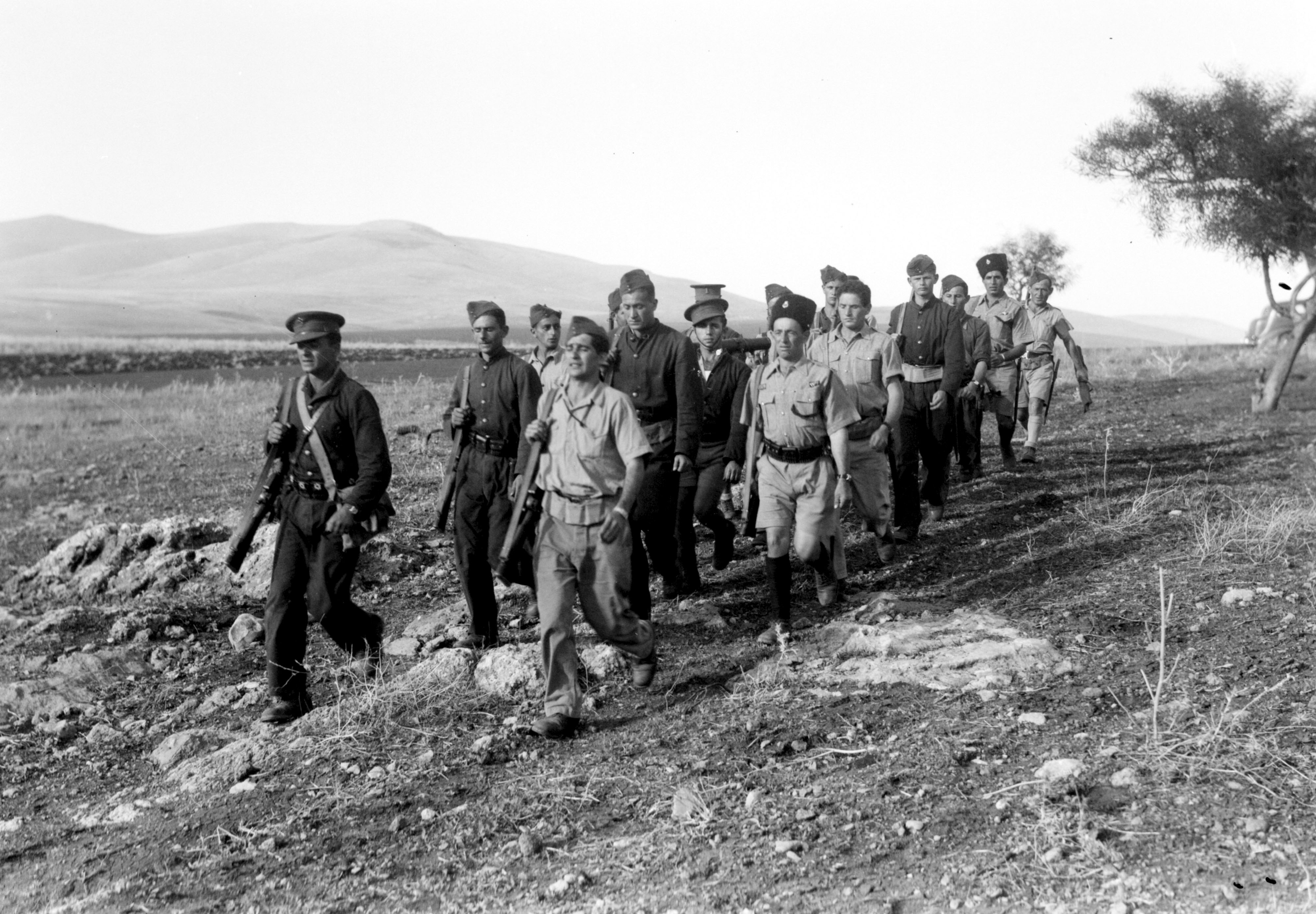
Patrouille des Special Night Squads de retour vers sa base. Les patrouilles, généralement organisées la nuit, étaient mixtes. Les combattants juifs apportaient leur connaissance du terrain, des coutumes de la population et de l'arabe. Les soldats britanniques apportaient leur expérience du combat.

Les Special Night Squads (sans dénomination officielle en français et abrégé en SNS) étaient des unités de forces spéciales constituées de combattants juifs palestiniens et de soldats britanniques, actives en Palestine mandataire, dans un contexte colonial, lors de la Grande Révolte arabe de 1936-1939.
Les SNS sont fondés par Orde Charles Wingate, un officier britannique « excentrique » et profondément pro-sioniste. Ils sont organisés en 4 sections totalisant 200 hommes, dont environ 150 Juifs sélectionnés parmi les effectifs du Notrim, une force de police juive établie par les Britanniques. Les SNS entrent en action à partir de juin 1938 avec pour mission première de protéger l'oléoduc de l'Iraq Petroleum Company alimentant la raffinerie de Haïfa, qui est régulièrement saboté par les rebelles arabes. Ils effectuent également des missions de garde en Galilée, le long de la « clôture de sécurité de Tegart », ainsi que des opérations controversées de « contre-terrorisme » au cours de raids de nuit et d'embuscades. Les SNS figurent parmi les précurseurs d'autres unités fonctionnant sur les mêmes principes, dont les célèbres SAS, les Chindits ou l'Unité 101.
Dans l'évolution de la doctrine militaire du mouvement sioniste face aux Arabes, les SNS marquent la transition du principe de « combat défensif », propre aux « pères fondateurs » du mouvement, vers celui de « combat offensif », qui influence par la suite la doctrine des  forces armées israéliennes. Les troupes coloniales britanniques ont transmis aux soldats juifs loyalistes des méthodes de «pacification» particulièrement brutales qui se sont perpétuées en Israël. L'évolution des stratégies des combattants juifs participe à forger le mythe du « guerrier juif », fier et conquérant, par opposition au Juif de Galout (« l'exil »), passif et résigné.
Moshe Dayan et Yigal Allon, futurs généraux et hommes politiques israéliens, y font leurs premières armes.

## Contexte

### Mandat britannique en Palestine

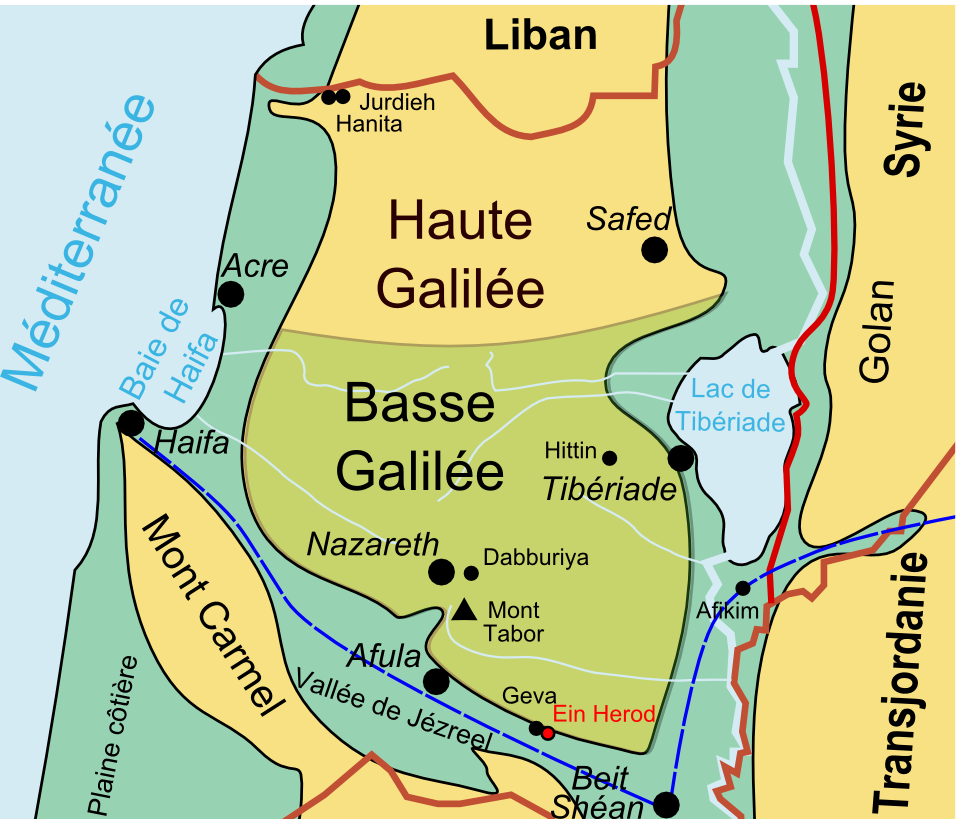
Théâtre d'opérations des SNS en Galilée. Les rebelles opéraient à partir des monts de Galilée d'où ils attaquaient les implantations juives dans les vallées. Les escadrons étaient basés aux kibboutzim de Ein Harod, Geva et Afikim, le long de l'oléoduc reliant Kirkouk à Haïfa (ligne bleue discontinue) dont ils assuraient la protection. Les opérations qui firent la renommée de l'unité eurent lieu à Jurdieh à la frontière libanaise, à Hittin (ou Hattin) situé à l'ouest de Tibériade et à Dabburiya juste à l'est de Nazareth.

Depuis 1918, la Palestine est sous autorité britannique. Ceux-ci, selon les termes de la Déclaration Balfour de 1917 et du mandat donné par la Société des Nations en 1922, régissent le pays et y facilitent le projet sioniste d'établissement d'un « Foyer National Juif », et ce malgré l'opposition de plus en plus forte de la population arabe locale, et sans qu'aucune possibilité de compromis ne semble possible.

### Grande révolte arabe
Jusque-là opposés aux seuls sionistes, les Arabes de Palestine se révoltent en avril 1936 contre l'autorité mandataire britannique. Ils réclament la fin de l'immigration juive, la fin du transfert de propriétés et de la vente de terres aux Juifs, ainsi que la constitution d'un corps législatif élu par le peuple. La révolte commence par des grèves, mais la violence explose rapidement à l'encontre des Juifs et des soldats et policiers britanniques, faisant près de 300 morts. Les organisations sionistes réagissent avec retenue et les Britanniques dépêchent en novembre une commission d'enquête pour trouver une solution à la situation palestinienne. Celle-ci propose le partage de la Palestine entre Juifs et Arabes et le transfert de la population arabe en dehors de la zone du futur État juif.
La proposition, acceptée par l'Agence juive, est rejetée par les Arabes : en juillet 1937, la révolte reprend, en particulier en Galilée, attribuée aux Juifs par le rapport de la commission. L'assassinat le 26 septembre du Commissaire britannique de Galilée par des rebelles met le feu aux poudres. En octobre, les Britanniques interdisent le Haut Comité arabe et mettent hors-la-loi tous les dirigeants palestiniens dont près de 200 sont arrêtés. La révolte prend alors une nouvelle ampleur : des centaines de groupes armés totalisant près de 10 000 combattants écument les campagnes, bloquent les routes, procèdent à des actes de sabotage et attaquent les colonies juives. Craignant de perdre le contrôle du pays, le gouvernement britannique limoge en mai le haut commissaire Arthur Wauchope dont la politique est jugée trop modérée et nomme à sa place un arabisant, Sir Harold MacMichael.

### Réaction des organisations sionistes
De leur côté, les organisations sionistes divergent sur l'attitude à adopter face à la révolte. Dès sa reprise, l'aile la plus dure de l'Irgoun opte pour l'usage de la violence et organise des assassinats et des attentats à la bombe, compliquant encore la tâche britannique d'assurer la sécurité. L'Agence juive préfère collaborer avec les Britanniques et fournit des effectifs qui sont intégrés dans la Jewish Supernumerary Police (« Police auxiliaire juive ») et la Jewish Settlement Police (« Police villageoise juive » ou « Police coloniale juive »). Ces unités, dénommées en hébreu Notrim (« Gardes »), effectuent des missions de protection statique et des patrouilles de jour. Devant l'inefficacité relative de la politique de « stricte défense » dans la protection des implantations, l'armée clandestine sioniste, la Haganah (« Défense »), commence à étudier la mise sur pied d'unités mobiles destinées à patrouiller et à répondre rapidement à toute attaque. Les premières d'entre elles, dénommées Fosh (« Compagnies de terrain »), placées sous le commandant d'Yitzhak Sadeh, entrent en action au début de 1938.
C'est dans ce contexte insurrectionnel des Arabes contre les autorités britanniques et le sionisme qu'intervient un officier de l'armée coloniale britannique arrivé en Palestine en 1936 : le capitaine Orde Wingate.

### Orde Wingate

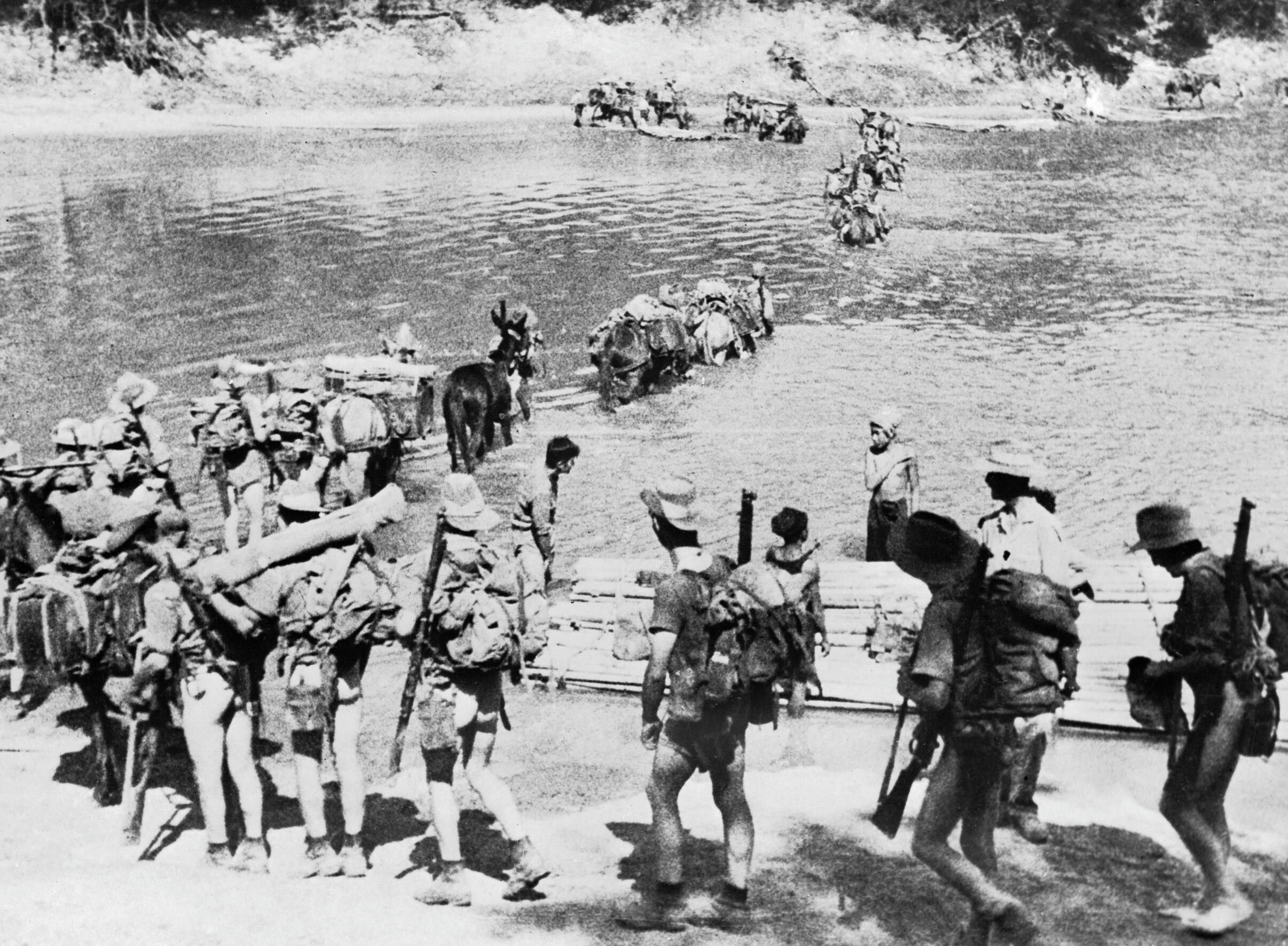
Colonne de Chindits (1942). Près de 3000 soldats de ces unités mixtes opéraient derrière les lignes ennemies lors de la campagne de Birmanie. Ils étaient approvisionnés par parachutage ou vivaient sur le terrain.

Né en 1903, Orde Wingate est issu d'une famille d'origine écossaise, de tradition militaire coloniale, dans laquelle il reçoit une éducation stricte basée sur des valeurs chrétiennes fondamentalistes inspirées par le mouvement des Plymouth Brethren (« Frères de Plymouth »). Fondé au XIXe siècle par John Darby – considéré comme un des fondateurs et doctrinaires du sionisme chrétien moderne –, ce mouvement protestant évangélique appelé « dispensationaliste » prône une lecture littérale de la Bible, et voit la « restauration » d'Israël en tant que nation terrestre comme une volonté divine.
De 1920 à 1923, Wingate reçoit une formation militaire à l'Académie royale de Woolwich. En 1926, devenu capitaine, il est envoyé étudier l'arabe à l'Université de Londres. De 1928 à 1933, son service au Soudan le transforme radicalement, tant professionnellement que personnellement. Il découvre que de petites unités galvanisées par un entraînement régulier et ayant foi en leur commandant peuvent opérer avec succès loin de leur base et malgré un environnement hostile. Durant cette période, il traverse une grave dépression, ainsi qu'une crise de la foi, causée par les trop longues périodes d'isolement passées dans le désert soudanais.
En 1936, il est affecté en Palestine en tant qu'officier des renseignements. Deux ans plus tard, il fonde les Special Night Squads. Après un retour en Grande-Bretagne en 1939, il est promu colonel et sert en Éthiopie. Promu général durant la campagne de Birmanie, il s'illustre en créant les Chindits, une division mixte constituée de plusieurs milliers de soldats indiens et britanniques, qui évolue derrière les lignes japonaises. Il meurt en 1944 dans un accident d'avion.
L'histoire retient Orde Wingate à trois titres principaux : d'une part sur le plan militaire, pour son approche inédite et controversée de la guérilla et de la contre-insurrection ; d'autre part sur le plan politico-religieux, pour sa ferveur « fanatique », et son engagement en faveur de la cause juive en Palestine, qui s'inscrivent dans la perspective « quasi-biblique » de l'accomplissement d'une « prophétie », ou d'un « commandement divin », faisant de Wingate une des figures du mouvement sioniste chrétien. Les historiens retiennent enfin qu'il est un des « pères de l'Armée de défense d'Israël »,, pays où il fait figure de héros national, comme en témoignent notamment les nombreuses rues et institutions qui portent son nom. Churchill le décrira comme « un homme de génie qui aurait bien pu devenir un homme de destin ».

## Histoire

### Création des unités

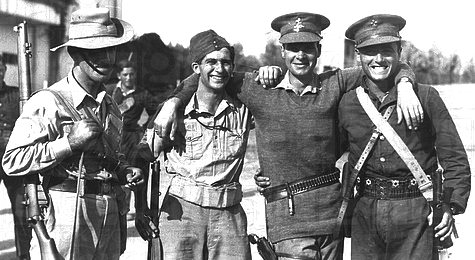
Soldats britanniques des SNS (1938). Trois pelotons de 12 soldats britanniques pris sur les régiments des Royal Ulster Rifles, 1st Manchesters et Royal West Kents furent affectés aux nouvelles unités d'Orde Wingate.

En février 1938, le capitaine Orde Charles Wingate est chargé par ses supérieurs d'étudier les voies d'entrée des rebelles arabes en Galilée. Pour ce faire, il accompagne plusieurs unités de la Jewish Settlement Police lors de leurs patrouilles. À l'issue de sa mission, il rédige un rapport intitulé « Ways of Making His Majesty's Forces Operate at Night with the Objective of Putting and End to the Terror in Northern Palestine »(« Méthodes pour que les forces de sa Majesté opèrent de nuit afin de mettre un terme à la terreur dans le nord de la Palestine »), où il propose la mise sur pied d'unités mixtes composées de soldats juifs pour leur connaissance du terrain, et britanniques pour leur expérience du combat. Elles agiraient de nuit pour tendre des embuscades aux rebelles et seraient basées dans des implantations juives le long de l'oléoduc de l'Iraq Petroleum Company.
Après avoir convaincu ses supérieurs de l'intérêt de ces sections spéciales, Orde Wingate s'installe en mai 1938 au kibboutz d'Ein Harod en Galilée, où il commence l'entraînement et la formation de ses hommes. Il dispose de 3 pelotons de 12 soldats britanniques et de 80 combattants juifs triés sur le volet parmi les membres de la Jewish Settlement Police ainsi que de 4 camions. Les hommes sont ensuite répartis entre Ein Harod et deux autres kibboutzim.
De leur côté, les autorités sionistes voient très favorablement ce projet, et, bien que faisant partie de l'armée britannique, les SNS sont soutenus financièrement et logistiquement par l'Agence juive qui paie une partie des salaires et finance les cours de formation et la fourniture de certains équipements, dont les véhicules indispensables à leur mobilité.
L'entraînement des soldats est orienté vers la lutte « contre-insurrectionnelle » et sur les réactions à adopter par chacun et au sein de la section, en cas de rencontre de nuit avec des rebelles. Les ordres sont transmis par gestes ou par lampes torches dont celui annonçant l'attaque, qui consiste généralement en un lancer général de grenades suivi d'un assaut à la baïonnette. Wingate exige de ses hommes « excellence, retenue et discipline ». Il insuffle à ses recrues juives le sens de la mission et le professionnalisme. Bien que chaque opération des SNS soit préparée en détail, les hommes sont entraînés à répondre à des situations inattendues en développant leur sens de l'improvisation sur le champ de bataille. En tant que commandant, Wingate donne l'exemple sur le terrain par son courage et son endurance ; il considère ses hommes comme des « partenaires », et ces derniers le voient comme un « ami » (« HaYedid », surnom qui lui restera). Il est également fier d'eux et s'en rapproche, alors que son engagement sioniste prend corps. À ce sujet, il écrit à son cousin :

« Quand j'étais à l'école, (...) on m'a fait comprendre que j'étais un moins que rien et que je n'avais pas ma place dans ce monde. Quand je suis arrivé en Palestine, j'ai trouvé un peuple entier qui avait été traité de la sorte depuis des générations (...). [C]ependant, à l'issue de [ce traitement], il restait invaincu, [représentait] une grande puissance dans le monde et construisait un nouveau pays. J'ai senti que j'appartenais à ce peuple. »

et

« J'ai vu les jeunes Juifs dans les kibboutzim. Je peux te dire que les Juifs fourniront une troupe meilleure que la nôtre. Nous avons juste à l'entraîner. »

### Succès et développement
L'historien militaire britannique Hew Strachan a décrit les tactiques employées par Wingate comme une forme de terrorisme d'État, et son mode opératoire a finalement conduit à des allégations selon lesquelles Wingate avait effectivement organisé ces escadrons de nuit en « bandes de meurtriers » ou « escadrons de la mort » juifs,. Selon l'historien militaire israélien Martin van Creveld, les hommes y apprenaient « comment tuer sans scrupules, comment interroger les prisonniers en tirant sur un homme sur dix pour faire parler les autres ; et comment dissuader les futurs terroristes en poussant la tête des prisonniers dans des flaques d'huile puis en les libérant pour qu'ils racontent l'histoire. ».

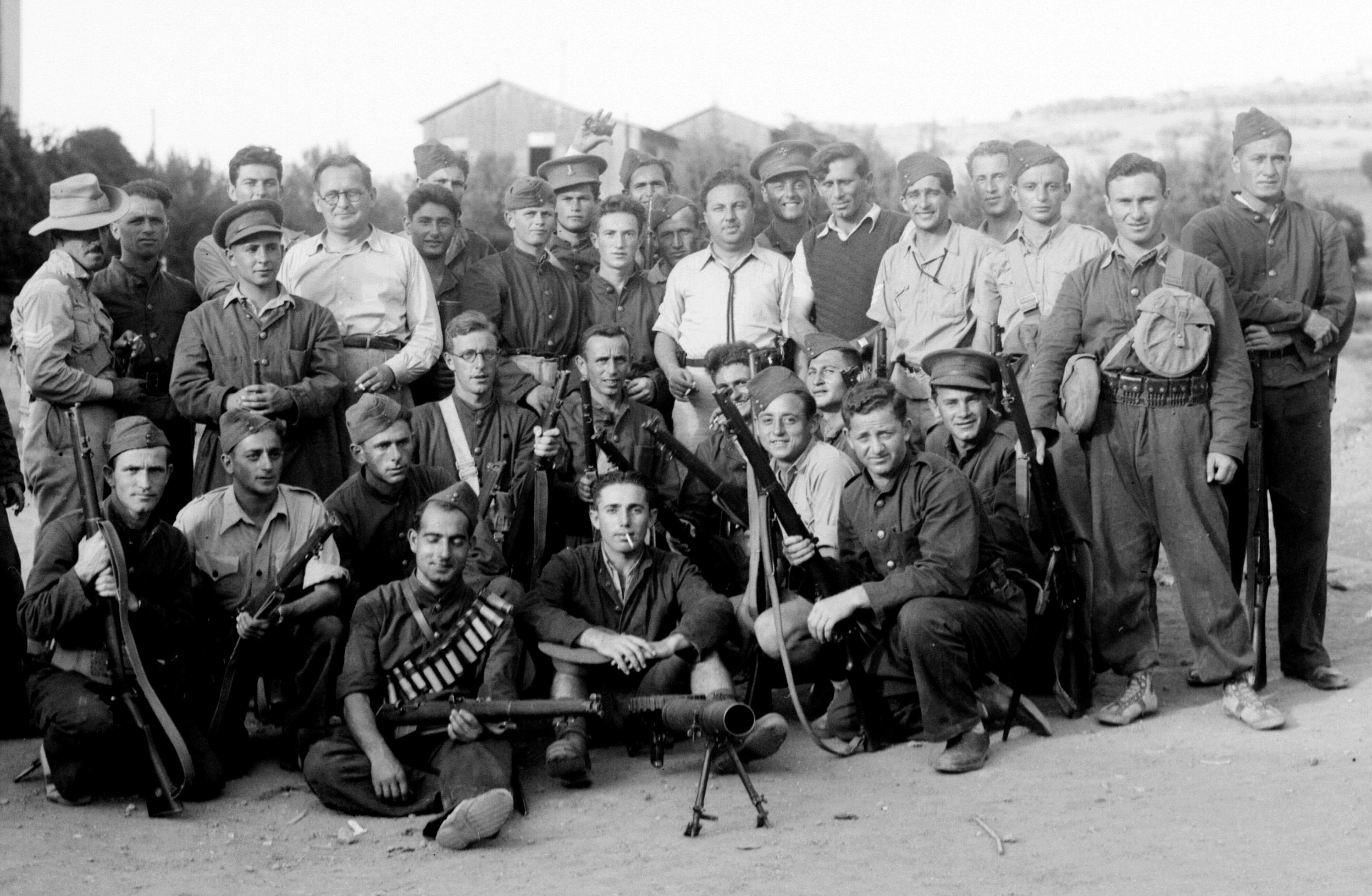
Combattants juifs et britanniques des SNS (1938). Les SNS ne disposaient pas d'uniformes propres. Les soldats britanniques issus de 3 régiments différents et les combattants juifs conservèrent chacun le leur.

La première opération des SNS est organisée le 3 juin 1938 et consiste à tendre une embuscade à des Arabes qui tentent de saboter l'oléoduc. Des actions de même nature se répètent et celui-ci est rapidement sécurisé. Les opérations entrent alors dans une seconde phase avec l'organisation d'attaques contre les villages rebelles.
La première a lieu la nuit du 12 au 13 juin contre Jurdieh à la frontière avec le Liban, dont les hommes assiègent le kibboutz voisin d'Hanita. Deux (ou quinze) insurgés sont tués, et l'opération fait une telle impression que le lendemain, le Mukhtar du village lève le siège du kibboutz et se rend. La reconnaissance dans les deux camps est immédiate : le général Robert Haining, commandant en chef des forces britanniques en Palestine, écrit au responsable direct d'Orde Wingate pour lui exprimer la forte impression que lui font les Special Night Squads tandis que Fawzi al-Qawuqji, chef des rebelles de Galilée, met la tête de Wingate à prix pour 1 000 £.
Une autre opération d'envergure est organisée dans la nuit du 10 au 11 juillet contre le village de Dabburiya. Elle engage 87 hommes des SNS. Malgré une certaine confusion due à une mauvaise coordination dans l'attaque, elle fait entre 9 et 15 morts et 20 blessés chez les rebelles contre 2 morts et 5 blessés parmi les SNS, dont Orde Wingate,.
Robert Haining écrit le 24 août à Londres dans un rapport officiel que, :

« On ne peut pas dire trop de bien des Special Night Squads qui ont été organisés [sur base de] nos deux brigades pour des missions d'offensive de nuit. Ces sections de nuit ont fait un travail particulièrement remarquable en basse Galilée en protégeant l'oléoduc de l'Iraq Petroleum Company. Dans cette zone, ils furent organisés et entraînés par le capitaine O.C. Wingate, de l'artillerie royale, sous mon commandement, qui fit preuve de grande entreprise, ressource et courage en menant et en contrôlant leurs activités. Ces [commandos] étaient suppléés par les Surnuméraires juifs qui firent un excellent travail en combinaison avec le personnel britannique. »

Quelques mois après leur mise en place, le bilan des opérations menées par les SNS se monte à une soixantaine de rebelles arabes tués. Wingate est décoré du prestigieux Distinguished Service Order pour ses blessures, mais également pour les succès dans les raids contre Jurdieh et Dabburiya,. Fort de ceux-ci, il obtient également de son commandement la formation d'autres unités, et les effectifs juifs sont portés à 200 hommes en septembre,,. Des unités du Notrim sont également mises sur pied avec la même doctrine. Au printemps 1939, on compte ainsi 62 patrouilles mobiles (Manim en hébreu) comprenant entre 8 et 10 hommes. Toutes se voient attachées un commandant en second directement nommé par l'Agence juive.

### Dérapages et dissolution

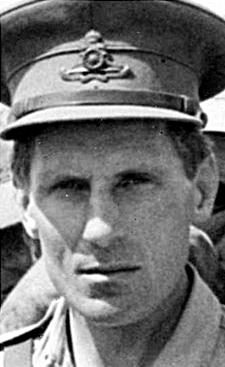
Le capitaine Orde Charles Wingate (35 ans).Jeune et brillant officier britannique au comportement excentrique (...) élevé dans une famille extrêmement puritaine avec une lecture littéraliste de la Bible et une angoisse permanente de son salut, [il] s'est converti immédiatement au sionisme.

Au cours des entraînements, Orde Charles Wingate est « continuellement tourmenté par les implications morales de ses actions militaires », et il « insist[e] sur le fait que les unités ne [doivent] pas maltraiter les prisonniers et civils arabes ». Sur le terrain toutefois, « ses actes [ne sont] pas toujours conformes à ses paroles ».
Les SNS en viennent à humilier les villageois, voire torturent leurs prisonniers en pratiquant le châtiment collectif des Palestiniens soupçonnés de connivence avec les rebelles. Ces actions sont décrites par les historiens comme des « assassinats sommaires, accompagnés de diverses brutalités contre la population civile »,,. Mathieu Hughes parle d'un e« guerre sale », comprenant des attentats contre des civils, des «actes cumulés de brutalité extrajudiciaire», des villages décimés.
Wingate explique ses motivations dans ces termes, en déclarant à ses hommes, :

« Les Arabes pensent que la nuit leur appartient (...). Mais nous, les Juifs [sic], allons leur montrer que nous sommes capables de contrecarrer leurs plans. Nous n'aurons pas de répit tant que la crainte de la nuit, et même du jour, ne s'emparera pas d'eux. »

À l'automne, deux « raids de représailles » controversés se produisent. Le premier a lieu à la mi-septembre. À la suite de la mort du chef du kibboutz de Ein Harod, un ami personnel d'Orde Wingate, ce dernier improvise dans les heures qui suivent une opération punitive contre la ville arabe de Beït Shéan, où il ordonne qu'on tire à vue sur tout suspect et qu'on abatte les fuyards. Au moins 3 fuyards et 5 autres personnes sont tuées.
Le 2 octobre, un groupe de rebelles qui vient de massacrer 19 Juifs, dont 11 enfants à Tibériade, est intercepté dans sa fuite par les SNS. 40 sont tués dans l'embuscade et 14 autres le lendemain dans la poursuite organisée avec le support de la Royal Air Force. En représailles du massacre de Tibériade, les SNS organisent également un raid contre le village de Hattin situé 8 kilomètres à l'ouest. Après avoir rassemblé les hommes du village, Wingate en fait exécuter 10 (une autre version parle d'1 sur 10 et décrit cette méthode comme récurrente,). Il fait cette déclaration :

« Vous avez tué des femmes, des enfants et des vieillards dans leur sommeil. Vous n'aviez aucune pitié. Vous êtes des lâches. Je vous condamne à mort pour que vous puissiez vous racheter pour vos transgressions. »

Épuisé physiquement et psychiquement après ces événements, Orde Wingate retourne en Angleterre en octobre. Il s'y fait remarquer en demandant audience auprès du Premier ministre pour défendre la cause sioniste à laquelle il est totalement dévoué, tandis que la révolte arabe reprend de l'ampleur en Palestine. Le général Robert Haining, qui l'encensait dans un rapport moins d'un an plus tôt, écrit à son sujet: 

« [Sa] tendance (...) à agir pour ses propres objectifs et à réagir affectivement plutôt que de jouer son rôle (...) est tellement marquée (...) que ses services au sein de la branche des renseignements est inopérante et embarrassante. Il est grand temps de le transférer vers une autre sphère d'activités. »

 À son retour, le commandement des SNS lui a été retiré, et il est affecté à Jérusalem. Et en mai 1939, quand il quitte la Palestine, on inscrit dans son dossier :

« Orde Charles Wingate, décoré du DSO, est un bon soldat mais pour ce qui concerne la Palestine, il représente un risque de sécurité. On ne peut pas lui faire confiance. On ne devrait pas l'autoriser à revenir en Palestine. »

L'activité des SNS se poursuit, et leurs opérations permettent aux Britanniques de reprendre l'initiative dans le combat contre les rebelles dans le nord de la Palestine, et contribuent à en chasser les forces de Fawzi al-Qawuqji. Leurs techniques sont mises en œuvre au sein d'autres unités sous les auspices du général Bernard Montgomery, successeur de Haining décidé à mater la révolte.
Les unités sont cependant dissoutes à l'été 1939, un an après leur mise en service. Certains dirigeants britanniques et juifs craignent que leurs opérations n'attisent encore davantage l'antagonisme arabe dans un contexte international où l'Europe se prépare à l'entrée dans la Seconde Guerre mondiale. Les Britanniques ont, certes, vaincu la révolte mais craignent sa récupération par les puissances de l'Axe et promulguent un livre blanc répondant aux revendications arabes.

## Répercussions
La rencontre entre Orde Wingate et le mouvement sioniste, ainsi que la formation des Special Night Squads, figurent parmi les « facteurs les plus cruciaux » de l'histoire des forces armées israéliennes dans le contexte du développement d'une force militaire juive en Palestine,.

Dans un lexique publié par le Ministère de la défense israélien et inspiré de propos tenus par David Ben Gourion, on peut par exemple lire : 

« Les enseignements d'Orde Charles Wingate, son caractère et son leadership furent une pierre angulaire pour de nombreux commandants de la Haganah, et son influence est perceptible dans la doctrine de combat de l'Armée de défense d'Israël,. »

Malgré la brièveté de son action concrète avec les SNS (quelques mois seulement), Orde Wingate a laissé une empreinte si profonde et durable dans la conscience nationale israélienne que certains observateurs vont aujourd'hui jusqu'à le ranger parmi les « pères fondateurs » de l'État hébreu.

### Nouvelles doctrines militaires

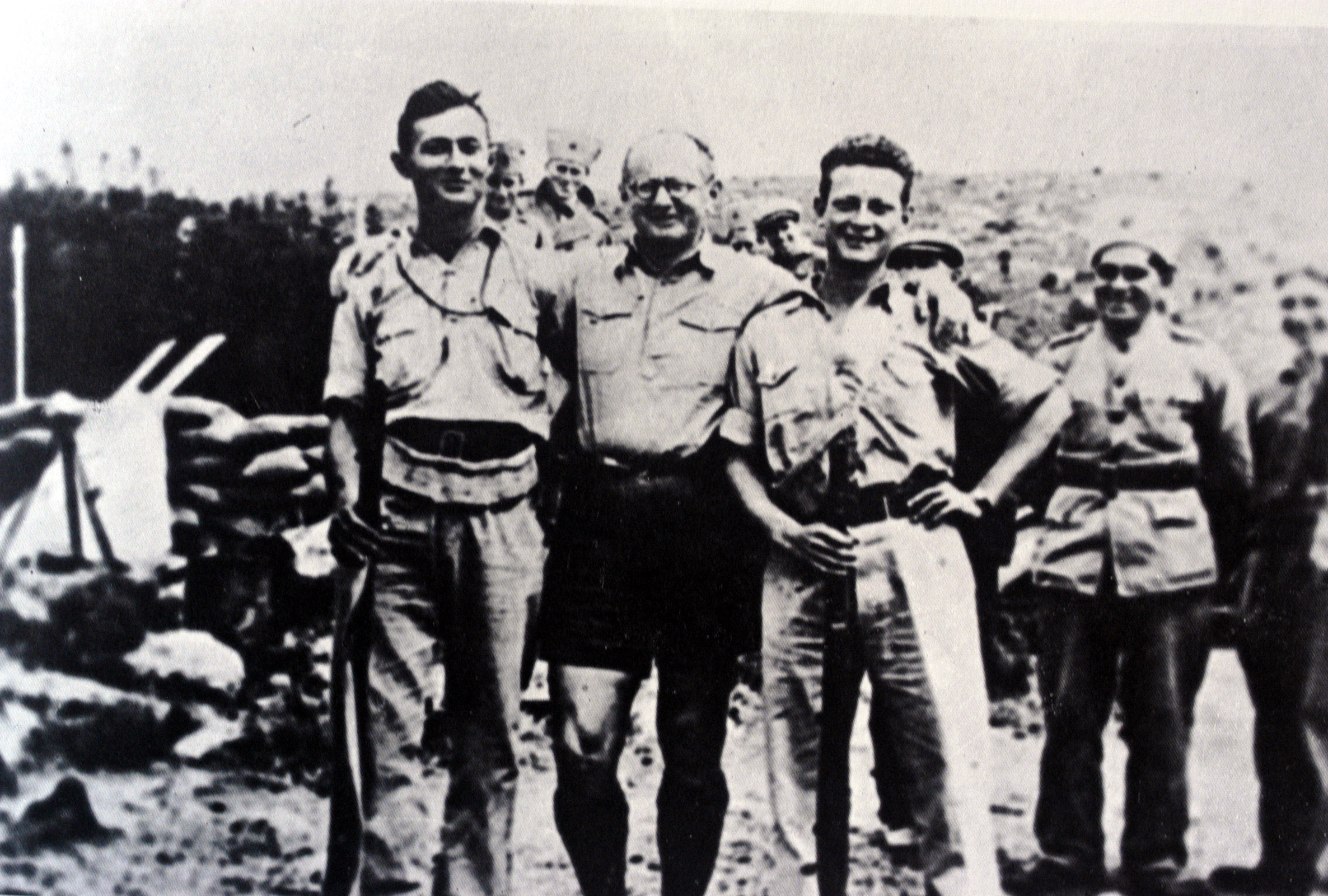
Kibboutz d'Anita (1938). Moshe Dayan (23 ans, à gauche) et Yigal Allon (20 ans, à droite) posent avec Yitzhak Sadeh (au centre). Tous les deux ont fait leurs premières armes dans les SNS. Ils seront officiers supérieurs dans le Palmah, l'unité d'élite de la Haganah fondée en 1941 par Sadeh et s'illustreront lors de la Guerre de 1948. Dayan deviendra Chef d'état-major de l'armée israélienne, puis Ministre de la défense lors de la Guerre des Six Jours. Allon deviendra Premier Ministre par intérim. Ils font partie de ce qu'on appela en Israël la « génération du Palmah » ou « génération Sabra ».

Les premiers penseurs sionistes sont avant tout des idéalistes qui n'ont pas pris conscience de l'opposition que provoque le sionisme au sein de la population arabe de Palestine. La doctrine militaire du mouvement est fondée sur des préceptes issus du judaïsme tels que la « retenue » (Havlagah) et la « pureté des armes » (Tohar HaNeshek)  qui ne peuvent être utilisées que dans un contexte d'auto-défense contre des agresseurs. Lors des premières confrontations dans les années 1920, la réponse du mouvement sioniste est ainsi de mettre sur pied une force paramilitaire de « défense » (Haganah) dont le rôle principal est de protéger les implantations des attaques arabes, ainsi que la population lors des explosions de violence. La doctrine est alors basée sur des concepts de « garde » et de « défense statique » qui se traduisent par l'adage selon lequel « aucun établissement [juif] ne peut être abandonné ».
La Grande Révolte arabe de 1936-1939 met à mal cette doctrine. En effet, malgré la collaboration avec les Britanniques qui permet le développement de leur force paramilitaire, certains milieux juifs perdent patience face à une politique qu'ils assimilent à l'attitude passive et résignée des Juifs de la diaspora face aux pogroms. Cette doctrine se montre également inefficace dans la lutte contre les rebelles arabes à qui on abandonne l'initiative des combats.
Les doctrines de combat d'Orde Wingate privilégient l'attaque à la défense, au cours d'opérations de nuit, minutieusement préparées par des reconnaissances et des renseignements. L'effet de surprise constitue un élément central de ces opérations qui nécessitent une longue approche, ainsi que la mise en place d'attaques de diversion destinées à perturber l'ennemi. L'ensemble de la puissance de feu disponible doit ensuite être utilisée simultanément pour rendre les attaques brutales et abréger les combats.
Bien que les autorités sionistes les accueillent globalement favorablement, les méthodes des SNS provoquent des réticences au sein des milieux d'obédience socialiste du Yichouv (la communauté juive de Palestine), en particulier parmi les premiers pionniers. La « conduite offensive » et les « opérations de liquidation et d'humiliation » sont moralement inacceptables dans le contexte du rétablissement de la dignité de l'homme juif sur sa propre terre. La jeune génération née sur place, les Sabras, est en revanche peu sensible à ces réticences. L'approche morale consiste à faire porter aux villageois arabes une « responsabilité collective » sur les événements : les « victimes innocentes » étant coupables de leur soutien à des groupes impliqués dans des attaques contre les Juifs.
L'ensemble de ces nouvelles doctrines tactiques et morales « inspir[ent] la Haganah à prendre l'initiative de l'offensive et à ne plus se cantonner à des tactiques de garde défensive, [et] la maxime selon laquelle l'attaque est la meilleure défense deviendra plus tard une des doctrines de combat de base de l'[armée israélienne] ». Moshe Dayan et Yigal Allon, futurs commandants du Palmah (« Unité de choc »), généraux et hommes politiques israéliens, font leurs premières armes au sein des SNS. Ils mettront en pratique, tout au long de leur carrière, les enseignements qu'ils y reçoivent,,. Dayan fera ainsi à plusieurs reprises référence à Wingate et à la révélation pour lui du principe de « porter l'action au cœur du dispositif ennemi ». Les doctrines de combats des SNS inspirent également Ariel Sharon, qui dira de Wingate qu'il fut un héros de son enfance, quand il met sur pied la première unité de forces spéciales israéliennes : l'unité 101.

### La naissance du «Guerrier juif»

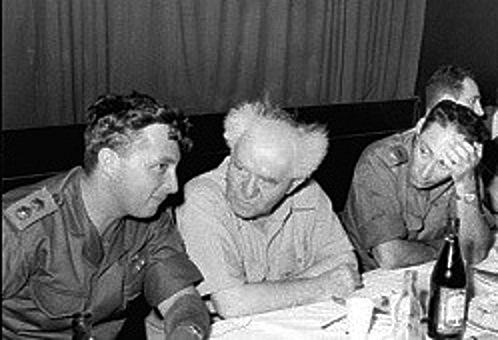
Réunion de l'état-major israélien (1957). Le Lt Col. Ariel Sharon (29 ans, à gauche), alors « simple » commandant de brigade parachutiste, est assis à côté de David Ben Gourion (71 ans, au milieu), alors premier ministre d'Israël et ministre de la défense. David Ben Gourion, « père fondateur » d'Israël, avait une affection privilégiée pour Ariel Sharon en qui il voyait l'incarnation du « nouvel homme israélien ». De manière générale, dans la mythologie israélienne, le Sabra (Juif né en « Terre d'Israël ») est un « homme nouveau », descendant direct du Juif des origines (...), antithèse du Juif diasporique (...) [et qui s'identifie aux] héros du passé, révoltés et utilisant la force. En 1989, Ariel Sharon publie son autobiographie en anglais sous le titre Warrior.

À l'époque de la révolte arabe, il est communément admis au sein du Yichouv que les Juifs sont incapables de mettre sur pied leur propre force militaire et d'opérer sur le terrain. Les valeurs mises en avant au sein du mouvement sioniste sont celles du « travail » et de la « défense ».
Orde Wingate a au contraire beaucoup d'estime pour les qualités militaires des combattants juifs sous son commandement, qu'il juge meilleurs que les soldats britanniques, ainsi que pour les défis relevés par le peuple juif au long de son histoire. De leur côté, les combattants juifs admirent Wingate, et servir dans les SNS est considéré comme un honneur. Dans le contexte de l'objectif sioniste de la fondation d'un État juif, il affirme à ses hommes qu'ils « créent (...) les bases de la future armée de Sion » et il les galvanise en ce sens :

« Une époque difficile s'annonce, et tous les défenseurs de la liberté doivent s'unir et se préparer à se tenir sur la brèche. Votre peuple, dont je suis l'ami, a souffert plus qu'aucun autre. S'il combat, il atteindra son indépendance sur sa propre terre. »

Les SNS de Wingate ainsi que les Fosh de Yitzhak Sadeh, en valorisant le « recours à la force » et la « conquête », cristallisent ainsi dans l'inconscient collectif sioniste l'ethos du « guerrier juif » qui naît à cette époque.
Cette évolution idéologique se retrouve dans les écrits de Nathan Alterman, poète, écrivain et dramaturge dont l'œuvre a marqué des générations d'Israéliens,. En 1938, il compose un poème intitulé « Zemer HaPelugot » (« Chant des sections »), dont le champ sémantique contraste assez nettement avec celui du renommé « Shir Boker Lamoledet » (« Chant du matin à la Mère Patrie ») écrit quelques années plus tôt. L'historienne Anita Shapira place ce poème parmi les exemples qui marquent le tournant « de l'èthos défensif à l'èthos du combattant » dans la pensée sioniste, et ce en rupture avec la symbolique de construction et de labeur des « pères fondateurs » :
Attends-nous, ma terre,

Dans les espaces de tes champs.

Attends-nous dans les vastes champs de pain.

Tes fils t'apportèrent autrefois la paix par la charrue.

Aujourd'hui ils t'apportent la paix par le fusil !

(...)

Section, lève-toi, gravis la montagne.

Section, tu seras celle qui conquiert

Un sol qu'aucun homme n'a encore foulé,

D'où les sections s'élèveront.
Ce revirement idéologique n'est pas limité à l'imaginaire collectif. Devant la rébellion arabe et le succès des opérations, forts de l'avis d'expert d'Orde Wingate, les leaders sionistes prennent conscience du fait que l'option militaire est maintenant ouverte. Eliyahou Golomb, le chef de la Haganah, est le premier parmi eux à avancer ouvertement que le sort de la Palestine pourrait dépendre de l'usage d'une force militaire juive dont il appelle à la formation, l'entraînement et l'équipement.

### Précurseurs desSAS
Les commandos britanniques, en tant qu'unités opérant en profondeur derrière les lignes ennemies pour recueillir des renseignements ou mener des actions ponctuelles, sont officiellement créés au début de la Seconde Guerre mondiale. Plusieurs auteurs présentent les « Special Night Squads », de par leur style de « commando », les techniques mises en œuvre par Orde Wingate (mobilité, opérations de nuit, concentration de la puissance de feu lors de l'assaut), ainsi que par leur capacité à infliger des dommages physiques et psychologiques à des forces nettement plus importantes, comme des précurseurs, voire les inspirateurs, des célèbres « Special Air Service » (SAS),.

### Documentation
: sources principales utilisées dans la rédaction de l'article.

#### Ouvrages généralistes
- (en) Samuel Katz, Israeli Elite Units since 1948, Osprey Publishing, 1988, 64 p. (ISBN 978-0-85045-837-4)
- (en) Zeev Schiff, A History of the Israeli Army, Sidgwick & Jackson Ltd, 5 mars 1987 (ISBN 0-283-99431-2)
- (en) Martin van Creveld, The sword and the olive : a critical history of the Israeli defense force, PublicAffairs, 2002 (ISBN 1-58648-155-X)
- (en) Tom Segev, One Palestine, Complete : Jews and Arabs Under the British Mandate, Picador, 2001 (1re éd. 1er octobre 2001), 612 p. (ISBN 978-0-8050-6587-9 et 0-8050-6587-3)
- (en) Henry Laurens, La question de Palestine : 1922-1947 : une mission sacrée de civilisation, t. II, Paris, Fayard, 2002, 719 p. (ISBN 2-213-60349-9)
- (en) Anita Shapira, Land and Power : The Zionist Ressort to Force, 1881-1948, Stanford (Calif.), Oxford University Press, 1992, 449 p. (ISBN 0-8047-3776-2, lire en ligne)
- Benny Morris (trad. de l'anglais), Victimes : Histoire revisitée du conflit arabo-sioniste, Bruxelles/Paris/Cachan, Éditions Complexe, 2003, 852 p. (ISBN 2-87027-938-8, lire en ligne)

#### Thèse de doctorat
- (en) Simon Anglim, « Orde Windate and the British Army 1922-1944: Military Thought and Practice Compared and Contrasted », Thèse de Doctorat présentée à l'Université du Pays de Galles, 2007

#### Articles
- (en) Bitmuna Nadav Man, « The Friend' fights back », sur Ytnews.com, 20 avril 2008